# Herbert Lumsden
Herbert Lumsden (Santiago del Cile, 8 aprile 1897 – Golfo di Lingayen, 6 gennaio 1945) è stato un generale britannico.
Ufficiale britannico durante la seconda guerra mondiale, appartenente all'arma di cavalleria dell'Esercito inglese, si distinse sul fronte occidentale nel 1940 durante la ritirata su Dunkerque. Esperto di mezzi corazzati e di guerra meccanizzata, passò successivamente al comando in Patria di una brigata di carri armati e poi della 1ª Divisione corazzata (1ªArmoured Division), inviata nel novembre 1941 in Nord Africa per contribuire alla lotta contro le forze italo-tedesche del generale Rommel.
Da quel momento partecipò, con alterne fortune, alle dure battaglie in Cirenaica (gennaio 1942), a Gazala (maggio-giugno 1942) e a El Alamein (luglio 1942) sempre alla testa di questa potente formazione corazzata. Personalità pittoresca e piuttosto irascibile, spesso polemico e ostinato, ebbe rapporti burrascosi con il generale Montgomery, da cui ricevette pesanti critiche durante la Seconda battaglia di El Alamein, in cui Lumsden ebbe la direzione del X Corpo d'armata che raggruppava la maggior parte dei mezzi corazzati britannici (1ª e 10ª Divisione corazzata costituite da sei brigate corazzate e quasi 800 carri armati).

Accusato da Montgomery di eccessiva prudenza e di spirito poco collaborativo, Lumsden venne sostituito nel dicembre 1942, dopo la vittoria, dal generale Horrocks e richiamato in Inghilterra.
Dopo aver comandato per breve tempo l'VIII Corpo d'armata, venne quindi inviato nel Pacifico come ufficiale di collegamento britannico presso il comando del generale MacArthur e qui avrebbe trovato una tragica morte il 6 gennaio 1945, a bordo della corazzata americana New Mexico al largo delle Filippine durante un attacco Kamikaze giapponese contro la flotta alleata.